# Carex kauaiensis
Carex kauaiensis är en halvgräsart som beskrevs av R.W.Krauss. Carex kauaiensis ingår i släktet starrar, och familjen halvgräs. Inga underarter finns listade i Catalogue of Life.